# عصام نصار
عصام نصار هو أكاديمي ومؤرخ فلسطيني تخصص في تاريخ الشرق الأوسط وتاريخ التصوير الفوتوغرافي. يعمل أستاذًا للتاريخ بجامعة ولاية إلينوي وزميلًا بحثيًا بمؤسسة الدراسات الفلسطينية ومحرر لمجلة Jerusalem Quarterly . عمل بالتدريس في جامعة قطر بين عامي 2015-2017، جامعة كاليفورنيا في بيركلي سنة 2006، جامعة برادلي بين عامي 2003 و2006، وجامعة القدس بين عامي 1998 و2003.
له العديد من المؤلفات والمقالات، من بينها كتابه «لقطات مغايرة» وكتاب كاميرا فلسطين. ومشارك بمجلة حوليات القدس.